# Zay Yar Thi Ri
Zay Yar Thi Ri är en kommun i Myanmar. Den ligger i den centrala delen av landet, 26 km nordost om huvudstaden Naypyidaw.